# Igor Valerjevics Csugajnov
Igor Valerjevics Csugajnov (oroszul: Игорь Валерьевич Чугайнов; Moszkva, 1970. április 6. –) orosz válogatott labdarúgó, edző.

## Pályafutása

### Klubcsapatban
Moszkvában született. 1986 és 1989, illetve 1991 és 1993 között a Torpedo Moszkvában játszott. 1994-től 2001-ig a Lokomotyiv Moszkva játékos volt. A Torpedóval egy, míg a Lokomotyív Moszkvával négy orosz kupát nyert. 

### A válogatottban
1992-ben 4 mérkőzésen lépett pályaára a FÁK csapatában. 1992 és 2002 között 26 alkalommal játszott az orosz válogatottban. Részt vett a 2002-es világbajnokságon.

### Edzőként
2003 és 2006 között az orosz U19-es válogatott szövetségi edzője volt. 2007-ben a Zenyit Szankt-Petyerburgnál dolgozott az utánpótlásban. 2009-ben a Himkinél volt segéd, majd megbízott edző. Ezt követően 2010 és 2012 között a Torpedo Moszkva vezetőedzője volt. 2012-től 2015-ig a Szokol Szaratov szakmai munkájáért volt felelős. Később dolgozott még segédedzőként a Szpartak-Nalcsik (2017) és az Avangard Kurszk (2017–18) csapatainál. 2018 és 2019 között a Szibir Novoszibirszk, 2019-ben az FK Novoszibirszk vezetőedzője volt. 

## Sikerei, díjai
Torpedo Moszkva
- Orosz kupa (1): 1993

Lokomotyiv Moszkva
- Orosz kupa (4): 1996, 1997, 2000, 2001